# Comfrey
Comfrey és una població dels Estats Units a l'estat de Minnesota. Segons el cens del 2000 tenia 367 habitants.

## Demografia
Segons el cens del 2000, Comfrey tenia 367 habitants, 160 habitatges, i 99 famílies. La densitat de població era de 337,4 habitants per km².
Dels 160 habitatges en un 25% hi vivien nens de menys de 18 anys, en un 57,5% hi vivien parelles casades, en un 2,5% dones solteres, i en un 38,1% no eren unitats familiars. En el 34,4% dels habitatges hi vivien persones soles el 25% de les quals corresponia a persones de 65 anys o més que vivien soles. El nombre mitjà de persones vivint en cada habitatge era de 2,22 i el nombre mitjà de persones que vivien en cada família era de 2,74.
Per edats la població es repartia de la següent manera: un 24,3% tenia menys de 18 anys, un 6,8% entre 18 i 24, un 22,1% entre 25 i 44, un 18% de 45 a 60 i un 28,9% 65 anys o més.
L'edat mediana era de 44 anys. Per cada 100 dones de 18 o més anys hi havia 95,8 homes.
La renda mediana per habitatge era de 30.938 $ i la renda mediana per família de 40.625 $. Els homes tenien una renda mediana de 32.045 $ mentre que les dones 18.750 $. La renda per capita de la població era de 14.878 $. Entorn del 3,8% de les famílies i el 10,8% de la població estaven per davall del llindar de pobresa.

## Poblacions més properes
El següent diagrama mostra les poblacions més properes.